# 洋丹仔站
洋丹仔站位于福建省南平市延平区夏道镇山后村委会洋丹仔村，建于1956年。距来舟站38公里，距福州站156公里。现为五等站。客运办理旅客乘降，不办理行李包裹托运；货运办理整车货物发到。2023年12月关闭。

## 意外事故
2010年6月18日中午12时30分，福州开往沈阳北的K666次列车运行至峰福线洋丹仔站后，因闽北持续强降雨、山体滑坡掩埋线路而被迫在该站滞留21小时，直至次日9时57分才离开该站，折返回福州站，列车上25名准备前往南平南站的旅客也在列车折返前被一台轨道车转运至南平南站。